# حبال الشد

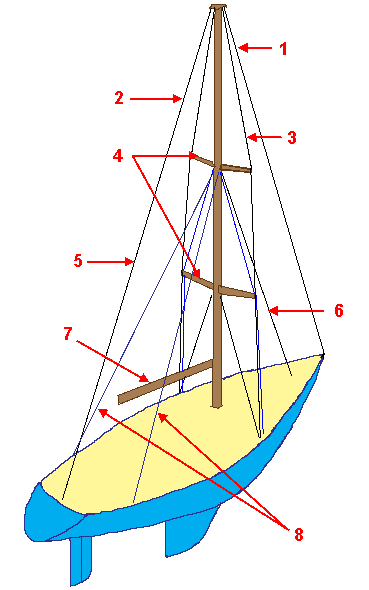
إنَّ سارية السفينة الشراعية تُشدُّ وتُدعم بأواصر من الحبال المحكمة، تُعرف بـ"الحبال الجانبية" التي تمسك بها عرضاً، و"حبال الإقامة" التي تشدُّها طولاً من الأمام إلى الخلف، وهي في عالم الملاحة نظائر حبال الشدّ التي تُستعمل لتثبيت الهياكل القائمة.

إنَّ حبال الشدِّ أو حبال الدعم المعروفة بأسماء أخرى مثل "حبال التثبيت" أو "أوتاد الشدِّ"، هي كابلات مشدودة صُمِّمت لتعزيز استقرار الهياكل القائمة بذاتها. وتستخدم هذه الحبال في أمور شتّى، منها أعمدة السفن، وأبراج الراديو، وتوربينات الرياح، وأعمدة الكهرباء، والخيام. فإذا كان العمود قائماً رأسياً ومدعوماً بحبال الشد، يُسمّى حينئذٍ "العمود المدعوم". أما الهياكل التي تحمل الهوائيات، فعادةً ما تكون من البناء الشبكي وتُدعى "الأبراج".
يرتبط أحد طرفي الحبل بالهيكل، ويُثبّت طرفه الآخر في الأرض على بُعدٍ محسوبٍ من قاعدة البرج أو العمود. ويتكامل الشدُّ في الحبل المائل مع قوة الانضغاط ومتانة الهيكل ليُمكِّن الأخير من مواجهة الأحمال الجانبية كرياحٍ عاصفةٍ أو أثقالٍ معلّقة. وتُثبّت حبال الشدّ عادةً في أنماطٍ شعاعية، على زوايا متساوية حول الهيكل، إما ثلاثية أو رباعية. فإذا مال البرج قليلًا بفعل الرياح، تزداد قوة شد الحبال لتتحول إلى قوة ضغط على البرج، إضافة إلى قوة جانبية تقاوم تأثير الرياح.
فعلى سبيل المثال، تُثبّت أعمدة الهوائيات غالباً بثلاثة حبال شدّ موزعة بزاوية 120 درجة. أما الهياكل التي تواجه أحمالاً جانبية متوقعة، مثل أعمدة الكهرباء، فقد تحتاج إلى حبل شدّ واحد فقط لتعويض السحب الجانبي الناجم عن انحناء الأسلاك الكهربائية عند تغيُّر اتجاهها.
وفي سياق أبراج الراديو، قد تُحدث الحبال الموصلة تشويشاً على إشعاعات الهوائي وتُغيِّر اتجاهها بغير قصد، لذا ينبغي أن تُؤخذ خصائصها الكهربائية في الحسبان عند التصميم. وغالباً ما تُقسَّم الحبال بواسطة عوازل شدّ إلى أجزاء معزولة تكون أطوالها غير متوافقة مع ترددات الإرسال، لتجنُّب أي تداخل غير مرغوب فيه.

## الاستخدامات

### حبال السفينة الشراعية

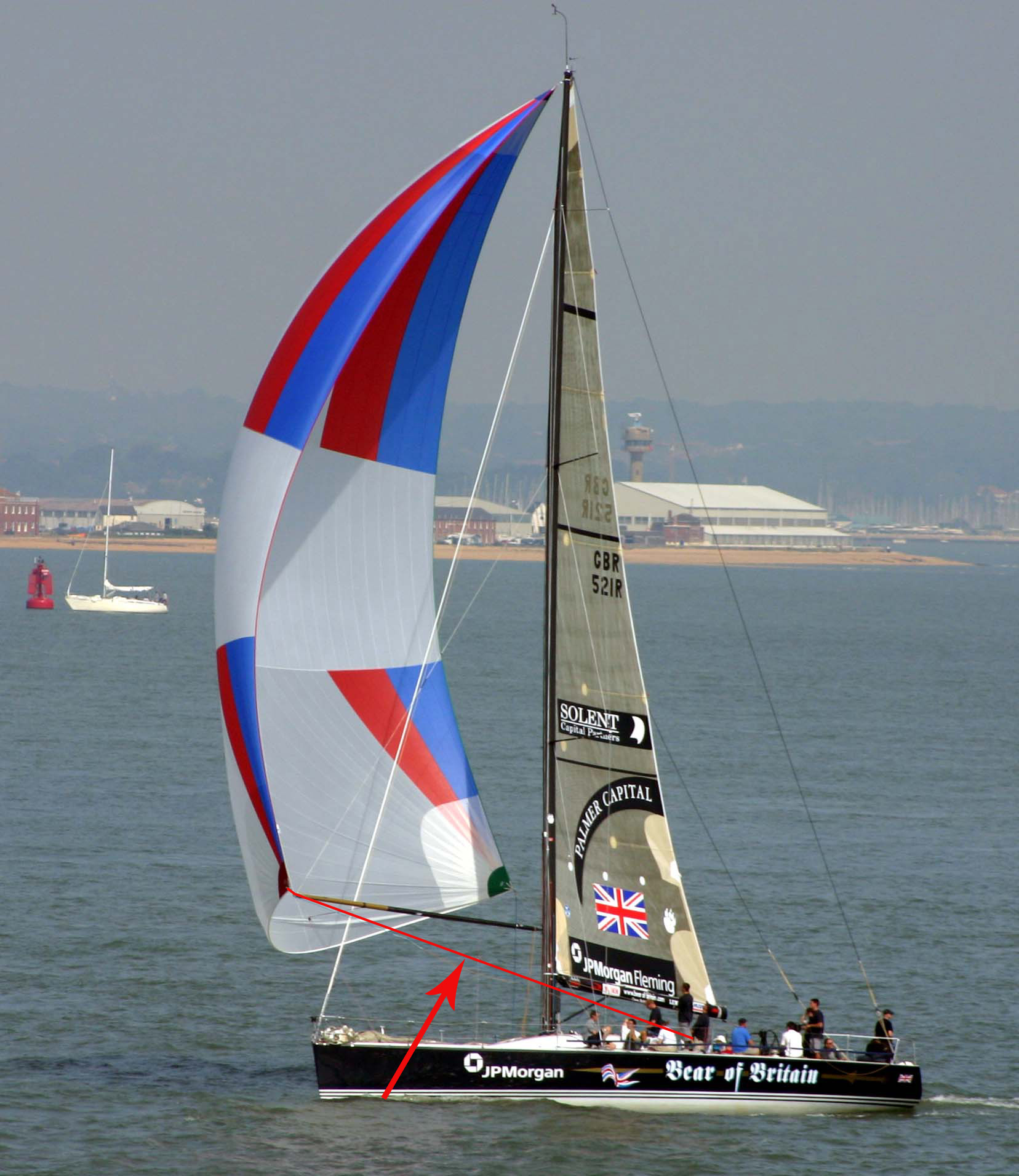
إنَّ حبل الشدّ (المشار إليه بالسهم الأحمر) هو المسؤول عن التحكم بعصا الشراع الإضافي (spinnaker pole)، حيث يضبط موضعها ويُحكم استقامتها لتوجيه الشراع بمهارة وسط هبوب الرياح.

إنَّ حبال الشدّ التي تدعم سارية السفينة الشراعية تُعرف باسم "التجهيزات الثابتة"، وهي في السفن الحديثة مصنوعة من حبالٍ فولاذية مقاومة للصدأ. تُشدُّ هذه الحبال إلى المقدمة والمؤخرة، وعادةً تكون على هيئة حبلٍ واحد في كل جهة. أما الحبال الجانبية، فتُثبّت على "ألواح السلسلة" (chain plates) الموصولة بجانبي الهيكل، يمينًا ويسارًا.
ولتثبيت السارية بإحكام وضمان بقائها مستقيمة (أي في محورها)، تُضاف عادةً عدة حبال مدعومة بـ"عوارض فاصلة" (spreaders) تعمل على توزيع الأحمال بشكل متوازن، فتحافظ على توازن السارية وتُعزِّز متانتها أمام الرياح والأمواج.
تُستنفر حبال شدٍّ مؤقتة لتثبيت العوارض عند الحاجة، ومنها الحبل الأمامي، الذي يشدُّ الطرف الحرّ للعارضة بإحكامٍ يُحكم هيكل السفينة في مجابهة الرياح الهوجاء. وفي القوارب الشراعية ذات التصميم الحديث المعروف بـ"السلووب"، المزودة بشراعٍ إضافي متماثل الشكل، تكون عصا الشراع الإضافي هي العارضة التي تخضع لضبط محكم بأيدٍ ماهرة عبر حبال شدٍّ عدة، تُديرها حيثما شاءت الحاجة وأملتها الرياح.

### أسلاك أعمدة المرافق
تُدفن أعمدة المرافق العامة في باطن الأرض، حيث تُصمَّم بمستوىٍ عالٍ من المتانة يُمكِّنها من الوقوف بذاتها دون حاجة إلى دعم إضافي، وهذه خاصية تُبرز الاعتماد على قوة التحمل الذاتي للأعمدة. غير أن حبال الشدّ تُستخدم في بعض الحالات لتوفير دعم إضافي عند وجود أحمال جانبية غير متوازنة، مثل السحب الناتج عن الأسلاك الممتدة والمثبتة على العمود، مما يجعلها وسيلةً فعّالة لتحقيق الاستقرار.
ويزداد دور هذه الحبال أهمية عند الأعمدة الطرفية، أو ما يُعرف بـ"أعمدة النهاية"، وهي الأعمدة التي تنتهي عندها الخطوط الطويلة المستقيمة أو تنحرف بزاويةٍ إلى اتجاهٍ آخر، حيث تتطلب قوة مقاومة إضافية تُسهم في الحفاظ على ثبات العمود في مواجهة الضغط الجانبي الناتج عن شد الأسلاك.
ولتأمين سلامة العامة، تُضاف عوازل شدّ، غالبًا من السيراميك أو الألياف الزجاجية، تُسمّى بـ"كرات جوني"، توضع قرب قمّة الحبل، لضمان منع انتقال التيارات الكهربائية إلى الجزء السفلي، وهو إجراء يُعزز الأمان الكهربائي. كما يُغلف الجزء السفلي القريب من الأرض بأنبوبٍ عاكسٍ من البلاستيك الأصفر، مما يُبرز الحبل بصريًا ويحذر العامة والمركبات من الاصطدام به، وهي إضافة تهدف إلى تقليل المخاطر المادية الناتجة عن عدم الانتباه.

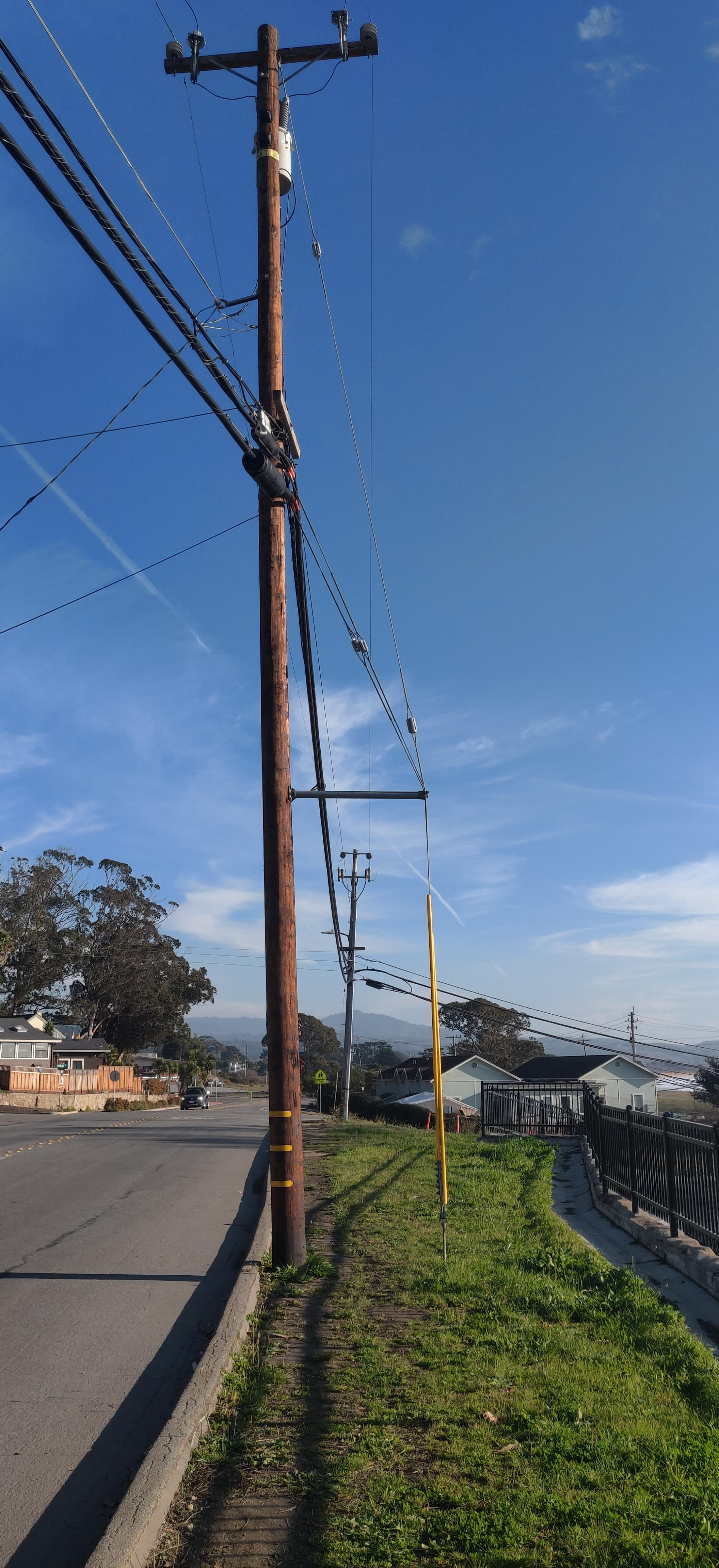
إنَّ حبل الشدّ الجانبي، المغطّى بحارسٍ أصفر، قد وُضع بعناية لتلبية الحاجة في هذا الموضع المحدود بين العمود والحاجز القائم إلى اليمين، ما يُبرز أهميته في توفير الدعم اللازم في المساحات الضيقة.
وقد أُضيف الحارس الأصفر لضمان لفت الأنظار إليه، فيعمل كوسيلة وقائية تحذّر العامة والمارة من الاصطدام به.

في المناطق الحضرية حيث تمر حركة المشاة حول الأعمدة، تُستخدم نوعية معدّلة تُعرف بـحبل الشدّ الجانبي المخصص للأرصفة. يتمدد حبل الشدّ قطريًا من قمة العمود إلى دعامة أفقية مثبتة في منتصف العمود، ثم يتجه بعد ذلك عموديًا نحو الأرض.
ويُتيح هذا التصميم الذكي جعل الجزء السفلي من الحبل عموديًا تمامًا، مما يمنع أي إعاقة للمسافة الرأسية فوق الرصيف، وبذلك يمكن للمارة التنقل بسهولة بين العمود وحبل الشدّ.
هذا النهج التقني يجمع بين الأداء الوظيفي والسلامة، إذ يحافظ على دعم العمود واستقراره، بينما يضمن مساحة كافية لحركة المشاة دون تضييق أو تعريضهم للخطر.
إنَّ البديل لحبال الشدّ الذي يُستخدم أحيانًا في أعمدة المرافق الطرفية هو عمود الدعامة الضاغط، وهو عمود مائل يمتد قطريًا، تُغرس إحدى نهايتيه في الأرض بثبات، بينما ترتكز نهايته الأخرى على العمود العمودي، في الجهة المقابلة للنقطة التي كان يُفترض أن يُثبت فيها حبل الشدّ.
ويُعد هذا التصميم ابتكارًا هيكليًا يوفر دعمًا قويًا للعمود الرئيسي، حيث يعمل عمود الدعامة الضاغط على مقاومة قوى الشدّ الجانبية بفاعلية تعادل تلك التي توفرها حبال الشدّ.
كما أنّ وضع النهاية السفلى في الأرض يمنحه قاعدةً متينة، بينما يُؤدي ارتكازه على العمود إلى تحويل القوى الجانبية إلى قوى ضغط موزعة على هيكل العمود، مما يزيد من استقراره وصلابته أمام الأحمال الخارجية.
ويمتاز هذا الحل التقني بملاءمته للأماكن التي قد تكون فيها استخدامات حبال الشدّ محدودة، إما بسبب ضيق المساحة أو لتجنب التداخل مع الممرات، مما يُبرز التوازن بين القوة الهيكلية واعتبارات السلامة والتطبيق العملي.

### حبال الشدّ لأعمدة الهوائيات
هي كابلات مشدودة تُستخدم لتثبيت أعمدة الهوائيات وضمان استقرارها، خاصةً عند تعرضها لرياحٍ عاتية أو أحمال جانبية أخرى.
تُثبّت هذه الحبال عادةً بنمط شعاعي حول العمود، بحيث ترتبط قمّتها بأعلى العمود بينما تُغرس أطرافها الأخرى في الأرض عند نقاط موزّعة بعناية، مما يُحقق توازنًا محكمًا ويُعزِّز ثبات الهيكل.
وتُعتبر حبال الشدّ ضرورة تقنية للهياكل الطويلة والنحيلة كأعمدة الهوائيات، حيث تمنع الانحناء أو الانكسار الناتج عن القوى الجانبية، وتُسهم في نقل هذه القوى بفعالية إلى نقاط التثبيت في الأرض.
ويمثل هذا التصميم تطبيقًا متقدما للهندسة الإنشائية، يجمع بين بساطة المبدأ وقوة الأداء، ما يؤدي في ان تكون صامدةً في مواجهة مختلف التحديات الطبيعية.

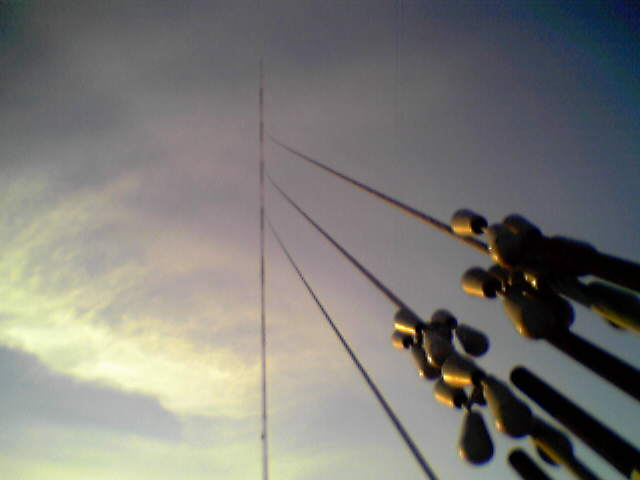
صورة مقربة لنهاية التثبيت لحبال الشدّ الثلاثة المستخدمة في دعم سارية KVLY-TV في ولاية داكوتا الشمالية، التي تُعدّ أطول سارية مدعومة بحبال الشدّ في العالم.
يتألف كل حبل شدّ من هذه الثلاثة من جزءٍ من مجموعة متكاملة من ثلاث حبال موزّعة بشكل شعاعي حول السارية. ويعمل هذا التوزيع الشعاعي الدقيق على تحقيق التوازن المثالي، حيث تُنقل القوى الجانبية الناجمة عن الرياح أو الأحمال الأخرى إلى نقاط التثبيت الموزعة حول قاعدة السارية.
ويمثل هذا التصميم ابداعا هندسيا، إذ يتيح للسارية لان تكون ذات طول شاهق دون أي تضحية بالاستقرار أو السلامة الهيكلية

إنَّ الحقول الكهرومغناطيسية المنبعثة من الهوائيات تُعقّد تصميم حبال الشدّ التي تدعم أعمدة الهوائيات، إذ إنَّ الحبال المعدنية الموصلة، إذا ما تقاربت أطوالها من مضاعفات ربع الطول الموجي للتردد المُرسل، قد تؤدي إلى تشويه نمط الإشعاع للهوائي، فينعكس ذلك على كفاءته.
وينطبق هذا الأمر أيضًا على حبال شدّ الأعمدة المجاورة أو الهياكل المعدنية القريبة، مما يجعل التصميم بحاجة إلى عناية فائقة لتجنب مثل هذه التأثيرات. ولمواجهة هذا التحدي، يتم تقسيم حبال الشدّ إلى أقسام متعددة باستخدام عوازل شدّ، بحيث يكون طول كل قسم غير رنّان بالنسبة إلى الطول الموجي للتردد المُرسل، مما يُزيل احتمالية التشويش.
وغالبًا ما تُستخدم عوازل السيراميك الأسطوانية أو البيضوية الشكل، المعروفة باسم "كرات جوني" أو "عوازل البيض"، لتأدية هذا الدور بفعالية، إذ تُفصل الأجزاء الموصلة للحبال عن بعضها البعض.
وفي التطبيقات الحديثة، تُستخدم حبال غير موصلة مصنوعة من ألياف الكيفلار (Phillystran) أو قضبان الألياف الزجاجية المُشكّلة بالضغط. وتُعتبر هذه المواد بدائل ممتازة لعدم تأثيرها على نمط الإشعاع، حيث تجمع بين القوة والمتانة مع خصائص تمدد منخفضة تُقارب تلك الموجودة في الفولاذ.
ومع ذلك، فإنَّ ألياف الكيفلار شديدة الحساسية للتدهور بفعل الأشعة فوق البنفسجية، ولهذا تُغلف بغطاء من البلاستيك المقاوم للأشعة لضمان بقائها سليمة وحفاظها على أدائها. وهذا يزيد من تطور التصاميم التقنية وتوائمَ بينَ متطلبات الأداء الكهربائي والقوة الهيكلية.
إنَّ الأقسام الفردية لحبال الشدّ الموصلة قد تتراكم عليها شحنات كبيرة من الكهرباء الساكنة، خاصةً في الأعمدة الشاهقة، حيث يمكن أن تصل الفولتية الناتجة عن هذه الشحنات إلى مستويات تفوق بكثير تلك الناتجة عن المرسل نفسه. ولمواجهة خطر التفريغات الكهربائية الخطيرة وغير المتوقعة، تُصمَّم العوازل لتحمّل هذه الفولتية العالية، مما يتطلب استخدام عوازل خلفية مُكبّرة الحجم في الأعمدة العالية.
وعند كل عازل خلفي، يتم تثبيت مانع صواعق على هيئة فجوة قوسية، تُستخدم لتوفير حماية فائقة من الفولتية الزائدة في حال ضرب البرق. ويتطلب هذا النظام صيانة دقيقة للعوازل ومانعات الصواعق، إذ إنَّ أيّ عطل في العازل قد يؤدي إلى انهيار كامل للعمود، وهو أمر كارثي.
وتتميز عوازل البيض، المصنوعة من الخزف، بأنها مصممة لتحمل الضغط. وحتى إذا تعرضت للفشل، فإنَّ الحلقات الطرفية لحبال الشدّ تظل متشابكة، مما يمنح الهيكل فرصة إضافية للحفاظ على استقراره مؤقتًا.
إنَّ هذا التصميم المحكم ليُبرز ميزانًا متينًا بين بأس القوة الميكانيكية وحرز الحماية الكهربائية، ويُشدِّد على وجوب اقتران الصيانة المستدامة بتدبيرٍ هندسيٍ، درءًا لما قد يُفضي إلى انهيار الأعمدة الشاهقة .

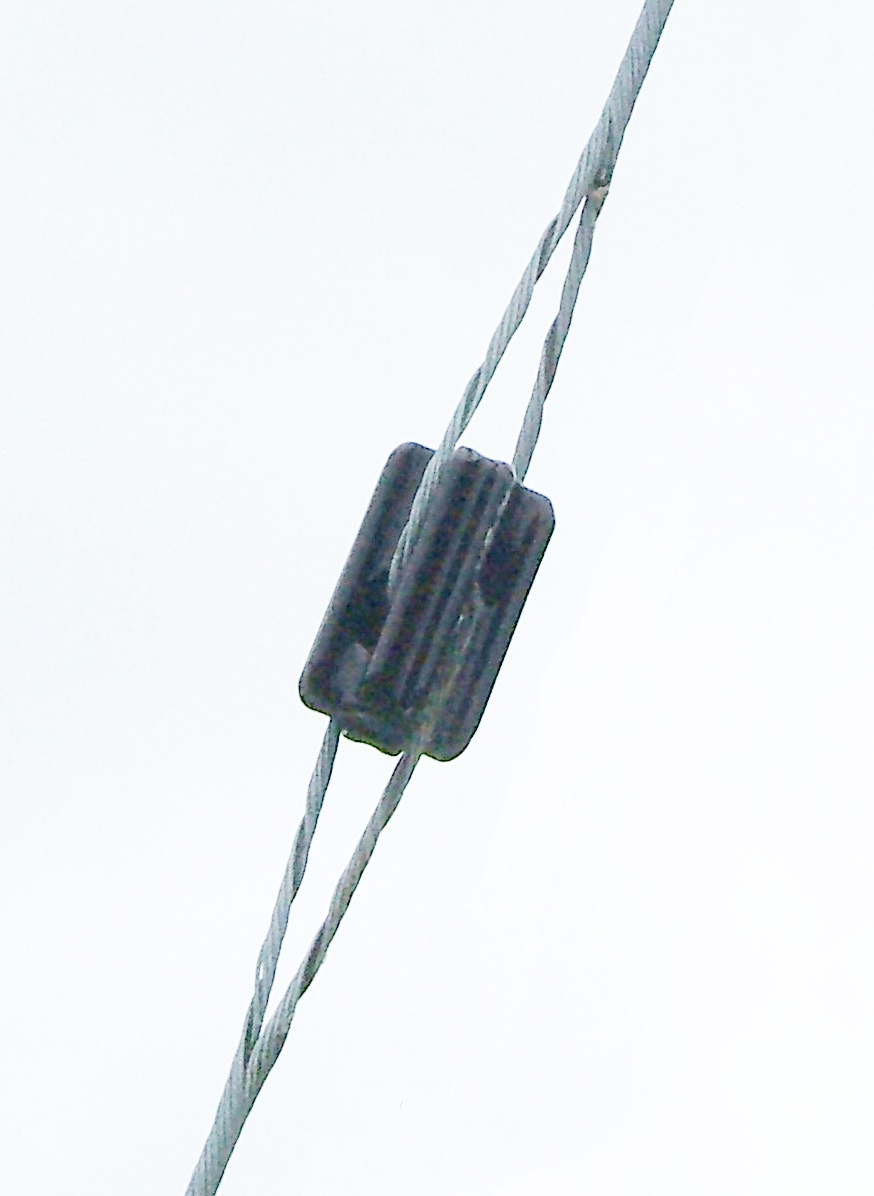
عازل شدّ أسطواني من النوع المستخدم في حبال الشدّ الداعمة لأعمدة المرافق وأبراج الهوائيات، صيغ ليقف سدًا في وجه تدفقات التيار غير المرغوب فيها.

إنَّ أبراج البث الإذاعي لموجات AM غالبًا ما تُجهَّز بعوازل تُثبت عند قواعدها، حيث تُغذى الطاقة بترددات الراديو (RF) عند تلك النقطة، فيُوجَّه الإشعاع بكفاءة مدروسة تُبرز أهمية التصميم في تحقيق الأداء الأمثل.
وفي بعض التصاميم، تُعزل الأبراج عند مركزها لتُغذى الطاقة هناك، مما يُتيح توزيعًا أكثر توازنًا للإشعاع، وهو إجراء هندسي يعكس براعة في تطويع التقنية لتلبية احتياجات الإرسال المختلفة.
كما تُستخدم حبال الشدّ المعدنية بكثرة في دعم هذه الأبراج، وتُقسَّم إلى أجزاء متعددة بواسطة عوازل مُحكمة، لتجنب تأثير التيارات الكهربائية على الحبال، ولضمان عدم تشويه نمط الإشعاع الصادر من البرج، وهو ما يُظهر إتقانًا في الجمع بين القوة الميكانيكية والكفاءة الكهربائية.
ولما كانت هذه الأبراج معزولة، فإنها تحتاج إلى حماية مكثفة من الصواعق، حيث تُصمم أنظمة حماية فائقة لضمان تصريف الفولتية الناتجة عن ضربات البرق، ما يدرأ الأخطار ويُبقي الهيكل ثابتًا وصامدًا. هذا التوازن الدقيق بين العزل والحماية يصون كفاءة الإرسال.
إنَّ حبال الشدّ المستخدمة في هوائيات الموجات الطويلة (Long-wave) والترددات فائقة الانخفاض (VLF) قد تُناط بها وظائف كهربائية، فتُستخدم إما لإطالة السارية بأسلوبٍ سَعَويٍّ، أو لتغذيتها بطاقة الإشعاع، مما يُظهر بديع الحيلة الهندسية في الاستفادة من الحبال ذاتها لتحقيق غايات وظيفية إضافية.
وفي مثل هذه الحالات، تُثبّت الحبال مباشرة على السارية دون عوازل، إذ يُعتمد على تماسكها الهيكلي والكهربائي، غير أنَّ الحاجة قد تقتضي وضع عازل واحد على الأقل ضمن الحبال عند الضرورة، درءًا لما قد يُفضي إلى تشويش أو انحراف في الإشعاع.
وحين تُستخدم الحبال لتغذية السارية بالطاقة عالية التردد، قد يُتاح تصميم الهيكل مع سارية مؤرضة، فيُبنى النظام على أساسٍ من التناغم بين الكفاءة الكهربائية والسلامة الهيكلية، مما يُبرز مرونة التصميم واستجابته للمتطلبات التقنية.
وتُنقل الطاقة إلى الحبال عبر أسلاك ممتدة من وحدة ضبط تُوصل إلى نقطة التغذية على الحبال ذاتها، مما يعكس دقة في نقل الطاقة واستثمارها بفاعلية.

### حبال توجيه الرافعات

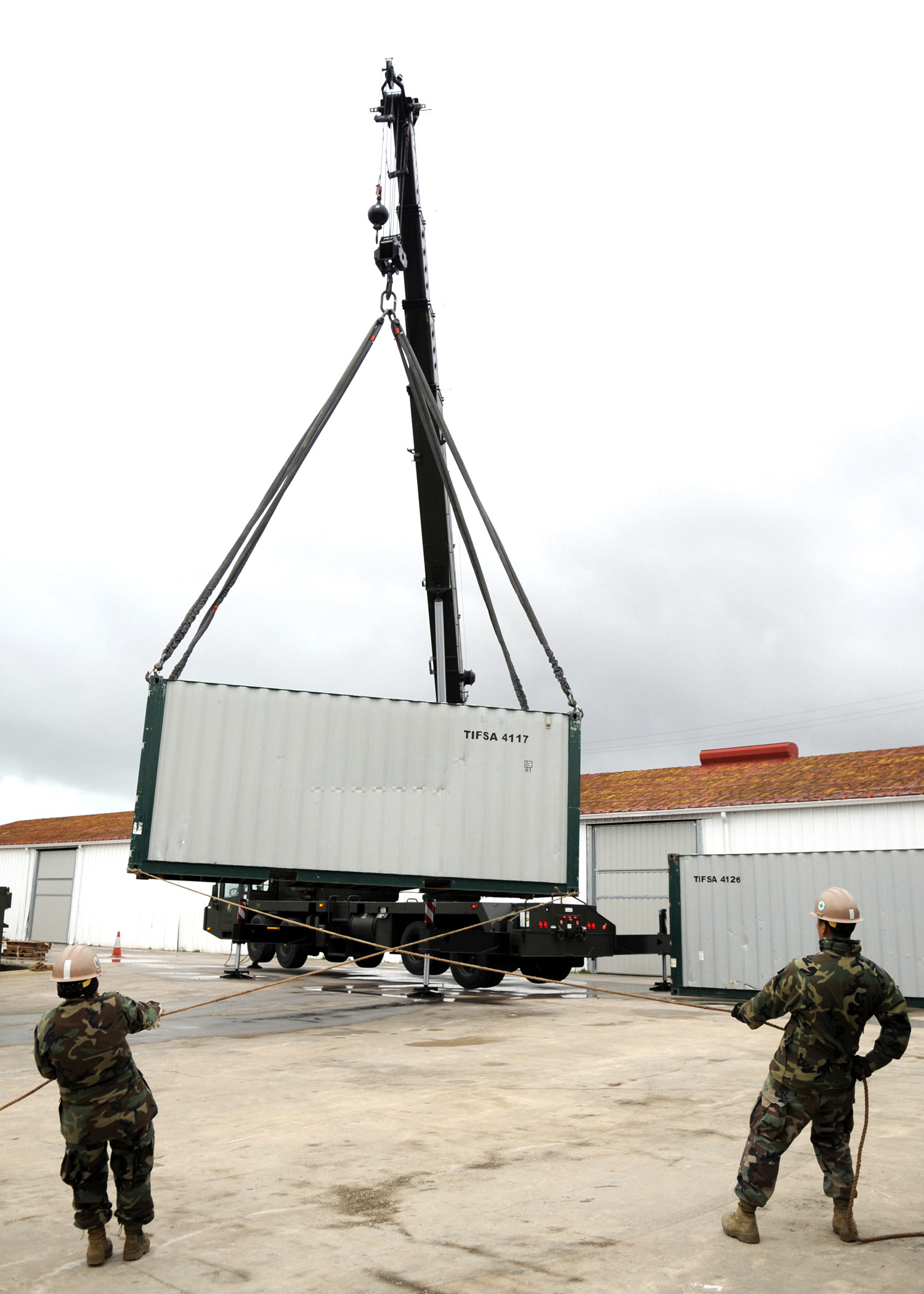
البحارة من وحدة سي بيز يستخدمون حبال التوجيه لتثبيت الحمولة أثناء رفعها بالرافعة، حيث تُشدّ الحبال بعناية لتوجيه الحمل المعلق ومنعه من التأرجح أو الدوران بفعل الرياح أو الحركة الميكانيكية للرافعة.

حبال التوجيه للرافعات هي الحبال التي تُستخدم لتحريك الأحمال الثقيلة أثناء رفعها أو إنزالها بالرافعات، فتُمسك بها الأيدي لتوجّه الحمولة وتمنعها من التأرجح أو الدوران، خاصةً عند هبوب الرياح.
عندما تحمل الرافعة حاوية كبيرة، مثلاً، تُربط بها حبال التوجيه، ويشدّها العمال من الأرض ليضمنوا استقامة الحاوية وعدم اصطدامها بأي شيء حولها.
وكذلك الحال مع الألواح المعدنية أو الأخشاب الطويلة، إذ تُمنع من الالتفاف الذي قد يُعطل العمل أو يُسبب الحوادث. بهذه الطريقة، تُحقق الحبال السيطرة وتضمن سلامة الحمولة والعمال في الوقت نفسه.
هذا الاستخدام البسيط لحبال التوجيه يعكس قوة في التحكم ودقة في الأداء، حيث يُسهم في تقليل الأخطار ويُسهل إتمام العمل بأمان وسلاسة.

### مكافحة الحرائق
إنَّ حبال الشدّ تُسخَّر لتثبيت معدات مكافحة الحرائق الجوية، كخزانات المياه المحمولة أو أبراج المراقبة، فتُبقيها راسخةً وثابتة أثناء العمليات، درءًا لأي اضطراب قد يُفسد الهدف. فعند استخدام خزان ماء محمول في منطقة وعرة، تُربط الحبال لتضمن عدم انقلابه أو تحركه بسبب الرياح أو الضغط الناتج عن التفريغ السريع للماء. وكذلك الحال في أبراج المراقبة المؤقتة، إذ تُثبت بالحبال من جميع الجوانب، فتصدّ عنها الرياح العاصفة، وتُحكم بقاءها منتصبة لضمان استمرارية الرؤية والمراقبة الدقيقة.  وتُستخدم لإسناد الهياكل المؤقتة، مثل الخيام أو مراكز القيادة، التي تُقام عند مواقع الحرائق، فتُحكم تثبيتها، لتظل صامدةً في وجه الرياح أو الهزات الناتجة عن الحركة المكثفة في تلك المناطق، مما يضمن استمرار عملها دون انقطاع. فعلى سبيل المثال، عند نصب خيمة قيادة ميدانية قرب منطقة الحريق، تُشدّ الحبال إلى الأرض لتمنعها من التمايل، مما يُتيح لفريق القيادة العمل بأمان وتركيز. وكذلك تُسخر هذه الحبال لتأمين معدات الاتصالات الضرورية التي تُستخدم في تنسيق جهود مكافحة الحرائق، حيث تُثبت الهوائيات أو الأبراج المؤقتة لضمان بقاء الإشارة قوية ومستقرة، مما يُبرز أهمية الحبال في تسهيل الاتصال الفعّال. وفي المواقف التي تتعرض فيها الهياكل لخطر الانهيار بفعل أضرار الحريق، يُعتمد على حبال الشدّ لتثبيتها مؤقتًا، مما يمنح رجال الإطفاء فرصة للعمل بأمان أثناء السيطرة على النيران. وعلاوةً على ذلك، تُستخدم الحبال في تقنيات مثل رفع السلالم التمديدية، المعروفة بـ"الرفع الكنسي"، حيث تُسهم في نصب السلالم العالية بثبات ودقة، مما يُتيح الوصول إلى النقاط المرتفعة بأمان. 

## المراسي
إنَّ المرساة يجب أن تكون ذات قوةٍ كافيةٍ لمقاومة أقصى أحمال الشدّ الناتجة عن حبال الشدّ، إذ تتحمل الحمل الساكن الناتج عن توتر الحبل ذاته، والحمل الحيّ الذي قد ينشأ عند تعرض الحبال لقوى الرياح العاتية، مما يجعلها الركيزة الأساسية لاستقرار الهيكل.
فعلى سبيل المثال، عندما تُثبّت برج هوائي على أرض مفتوحة، تكون المرساة مسؤولة عن مقاومة الشد الناتج عن الرياح العاصفة التي قد تطيح بالهيكل إن لم تكن المرساة متينة.
ونظرًا لأن حبل الشدّ يمارس قوته بزاوية، تتعرض المرساة لقوى رأسية وجانبية، فتُشدّ للأسفل بفعل الشدّ العمودي، وتُدفع جانبيًا بفعل الشدّ الأفقي، مما يتطلب تصميمًا هندسيًا يوازن بين هذه القوى ويضمن ثبات الهيكل.
وتعتمد قوة المرساة على قوة القص الجانبي للتربة، حيث تُقاوم التربة الضغوط الممارسة عليها من جميع الحبال المثبتة في المرساة. فعندما تكون التربة صلبة ومتماسكة، تزداد فعالية المرساة وتتحمل أحمالاً أكبر.
وتتنوع أنواع المراسي المستخدمة بحسب طبيعة التربة وقوة الحمل المطلوب، ومن أمثلتها :

### مراسي الرجل الميت

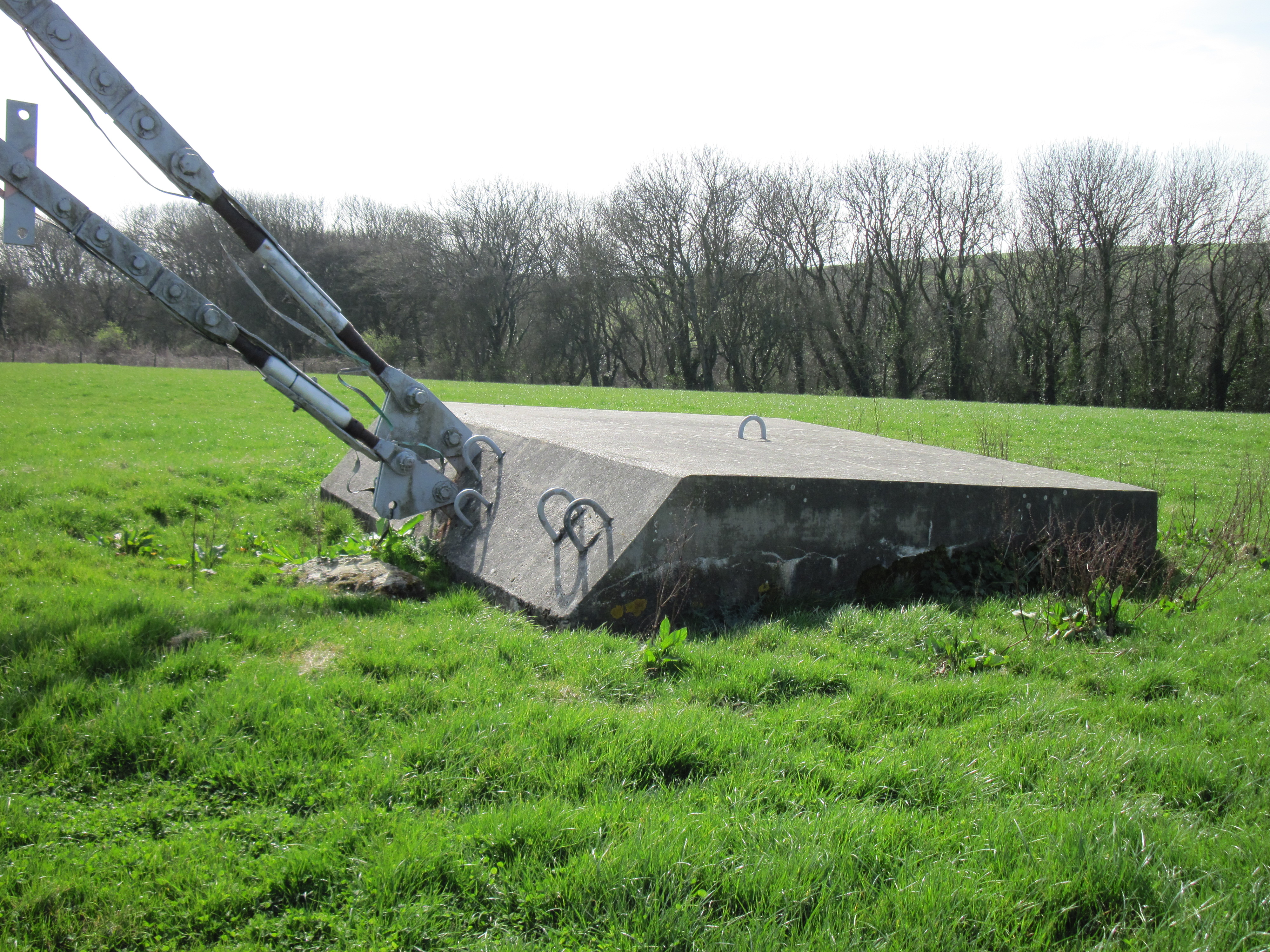
مرساة رجل ميت خرسانية لحبال شدّ أبراج الراديو في بريطانيا هي كتلة ضخمة من الخرسانة تُستخدم لتثبيت حبال الشدّ الموصولة بأبراج الراديو، حيث تُغرس هذه الكتلة في الأرض أو تُترك على سطحها وفقًا لظروف الموقع.

مراسي الرجل الميت(Dead man anchors) هي من أنواع المراسي التي تُجهز بحكمة لتثبيت حبال الشدّ بقوةٍ متينةٍ، حيث يُحفر لها حفرة عميقة، وتُوضع داخلها قطعة ذات مساحة سطحية كبيرة، تُربط بها حبال الشدّ، ثم يُعاد ملء الحفرة بالتربة أو الخرسانة، مما يمنحها ثباتًا راسخًا في مواجهة قوى الشدّ.  في الشكل التاريخي لهذا النوع، يُدفن جذع خشبي أفقيًا في خندق، وتُربط حبال الشدّ عموديًا في مركزه، مما يضمن توزيع القوة بالتساوي على سطح الجذع، ويمنع انزلاقه تحت تأثير الأحمال.
أما في الشكل الحديث، فتُستخدم مراسي الألواح، حيث تُدفن لوحة فولاذية في التربة بزاوية مائلة، وتُثبَّت بها قضيب ذو حلقة عين، يربط الحبل بشكل يتناسب مع زاوية الشدّ، مما يُظهر تطور التصميم ليواكب متطلبات الدقة والقوة.
وفي نوع آخر، تُصمم مرساة خرسانية، تُثبت فيها قضبان مائلة مزودة بحلقات، وتُغمر في حفرة مليئة بالخرسانة المسلحة بالفولاذ، مما يجعلها قادرة على تحمل الأحمال الضخمة، ويُبرز أهمية الجمع بين الهندسة الدقيقة والمواد المتينة.
وفي بعض الحالات، يُستخدم كتلة خرسانية ضخمة تُوضع مباشرةً على سطح الأرض، وتُربط بها حبال الشدّ، وهو تصميم يُناسب المواقع التي لا تسمح بالحفر العميق، مما يبرز مرونة هذا النوع في التكيف مع طبيعة الأرض.
هذا النظام الفريد يُظهر عنايةً بالغة بتوازن القوى، ويعكس عبقرية التصاميم التي تجمع بين الثبات والمتانة، لتلبية احتياجات الهياكل في مختلف الظروف.

### مراسي البراغي
مراسي البراغي هي مراسٍ متقنة الصنع، تتألف من قضيب معدني ينتهي بشفرات حلزونية عريضة، وبطرفه الآخر حلقة عين تُربط بها حبال الشدّ. تُدار هذه المرساة عميقًا في جوف الأرض، بزاوية تُحاذي زاوية الحبل، مستخدمة آلة حفر هيدروليكية محمولة على شاحنة، مما يُبرز دقة الأداء وسرعة التنفيذ.
فعندما تُقام أعمدة الكهرباء، تُستخدم مراسي البراغي لتثبيت حبال الشدّ بسرعة وكفاءة، حيث تُغرس في التربة بعمق كافٍ لتحمل قوى الشدّ الناتجة عن الأحمال الجانبية للأسلاك.
ويمتاز هذا النوع من المراسي بقدرته على التوغل العميق في الأرض، مما يُمكّنه من مقاومة القوى الجانبية والرأسية بكفاءة عالية، ويُعزز من استقرار الهياكل المرتبطة به.
كما تُبرز شفراته الحلزونية براعة في تصميمها، إذ تعمل على تحقيق تماس قوي مع التربة، فتُثبّت المرساة بإحكام، مما يُجنبها أي انزلاق أو تحرّك غير مرغوب فيه تحت الضغط.
ويُظهر هذا التصميم الجمع بين البساطة والفاعلية، حيث يُوفر حلًا سريعًا وآمنًا لتثبيت الهياكل المؤقتة والدائمة، مما يجعله الخيار الأمثل في المشاريع التي تتطلب سرعة الإنجاز مع الحفاظ على القوة والمتانة.

### المراسي القابلة للتمدد
المراسي القابلة للتمدد تتألف من قضيب معدني ينتهي بشفرة محورية قابلة للحركة، تُدقُّ في أعماق التربة بقوةٍ وحكمة.  وعندما تُربط حبال الشدّ بها وتُشدُّ، فإن قوة الشدّ تفتح الشفرة، فتغوص في التربة وتثبت في موضعها، مما يجعلها تتأقلم مع الضغط وتُحقق استقرارًا محكمًا.
على سبيل المثال، تُستخدم هذه المراسي على نطاق واسع في العمليات العسكرية لتثبيت أعمدة الهوائيات بسرعة، إذ تُوفر حلاً عمليًا للظروف الطارئة التي تتطلب سرعة في التنفيذ مع ضمان الصلابة.

### المراسي الأسمنتية
المراسي الأسمنتية (Grouted Anchors) تُستخدم في التربة والصخور,  حيث يُحفر ثقب بزاوية تُحاذي حبل الشدّ، ويُدخل قضيب معدني ذو عين في مركز الثقب، ثم يُملأ الفراغ بمادة سائلة من الخرسانة ممزوجة بعامل تمدد أو مادة إيبوكسية هيكلية. وعند تصلب المادة أو تمددها، تُصبح المرساة راسخة في مكانها.
فعلى سبيل المثال، عند تثبيت أبراج البثّ في المناطق الصخرية، تُستخدم هذه التقنية لضمان بقاء البرج مستقرًا، حتى في التربة الصعبة أو المناطق الوعرة، مما يُظهر مرونة التصميم الهندسي في مواجهة مختلف التضاريس.

## تصميم
التصميم: تُوجّه إرشادات تصميم حبال الشدّ للهياكل المدعومة، كالأبراج الشبكية والمداخن، من خلال معايير الكود الأوروبي للتصميم الهيكلي. 
أما تصميم تجهيزات السفن الشراعية، فيُستند إلى معايير موحدة وفق المواصفات القياسية الدولية (ISO)، حرصا على ضبط الدقة والمواءمة بين الأمان والكفاءة. 

## الهياكل المدعومة بحبال الشدّ
الهياكل المدعومة بحبال الشدّ: تاريخيًا، كانت الهياكل المدعومة بحبال الشدّ من أطول ما صنعته يد الإنسان، إذ تجمع بين القوة والاقتصاد في التصميم. وتتنوع هذه الهياكل بين ما يكون قاعدته قائمة بذاتها وقمته مدعومة بالحبال، وما يُضاف إليه دعم مؤقت بالحبال أثناء مراحل البناء.
فعلى سبيل المثال، تُستخدم الحبال في تثبيت أبراج مثل برج خور دبي أثناء مراحل تشييده، لضمان توازنه واستقراره، مما يُبرز عبقرية هذه التقنية في تسخيرها للهياكل الشاهقة.